# Sjögesätter
Sjögesätter är en bebyggelse vid sjön Ristens södra strand  i Risinge socken i Finspångs kommun. Området klassades av SCB som småort med 51 invånare 1995, benämnd Kolstad. men räknades inte längre som småort 2005. Vid avgränsningen 2020 uppfylldes kraven igen och den blev åter klassad som småort